# Narsalik
Narsalik [ˈnɑsːalik] (nach alter Rechtschreibung Narssalik) ist eine wüst gefallene grönländische Siedlung im Distrikt Paamiut in der Kommuneqarfik Sermersooq.

## Lage
Narsalik befindet sich an der Nordküste einer zerklüfteten gleichnamigen Insel an der Mündung des Sermilik. Von Narsalik aus sind es 42 km nach Norden bis Paamiut und 71 km nach Südosten bis Arsuk.

## Geschichte
Ende des 18. Jahrhunderts lebten 128 Menschen in der Nähe von Narsalik. Der Ort wurde um 1840 als Udsted offiziell gegründet. Der Ort bestand aus drei Siedlungsteilen. Im nördlichen Teil befanden sich einige Wohnhäuser, ein Proviantlager und ein Speckhaus. Im mittleren Teil lagen wenige Wohnhäuser, aber die Wohnung des Udstedsverwalters und die Kapelle. Der südliche Teil war ausschließlich mit Wohnhäusern bebaut.
Ab 1911 war Narsalik eine eigene Gemeinde innerhalb des Kolonialdistrikts Frederikshaab, der noch Neria angehörte. Sie war Teil des 6. Landesratswahlkreises Südgrönlands.
1918 lebten 126 Personen in Narsalik, die in 19 Wohnhäuser lebten. Einige wurden als so elendig beschrieben, „wie man es sich kaum vorstellen konnte“. Die waren wie üblich Torfmauerhäuser, aber der Boden war so sumpfig, dass in den Häusern Trittsteine und -bretter lagen, damit man nicht einsank. Es gab schlechtes Bettzeug und die Leute besaßen lediglich einen Eimer, der als Toilette fungierte, einen Kochtopf und einen Wasserkessel zum Kaffeekochen, die auf einer mit Feuerstelle mit Treibholz oder Heidekraut erwärmt wurden.
Die Wohnung des Udstedsverwalters stammte aus dem Jahr 1879. Sie hatte zwei Zimmer, Küche und ein Dachgeschoss. Das Speckhaus stammte aus dem Jahr 1871 und war etwa 40 m² groß. Das Proviantlager diente auch als Fassbinderei und hatte einen Laden im Dachgeschoss. Alle drei Gebäude waren aus Stein gebaut. Es gab außerdem ein Pulverhaus und einen Ziegenstall. Die Schulkapelle war rund 50 m² groß und hatte mit 2,86 m eine ausgesprochen hohe Decke. Im Dachgeschoss befand sich das Schulzimmer. Die Schulkapelle war mit einem ausgebildeten Katecheten und einer Hebamme besetzt. Die Bewohner lebten hauptsächlich von der Robbenjagd und zu einem kleineren Teil von der Jagd auf Rentiere. Unter ihnen waren 24 Jäger und ein Fischer.
1920 erhielt Narsalik einen neuen Laden und ein Fischhaus. In den 1930er Jahren wurden zwei weitere Fischhäuser und eine neue Wohnung für den Udstedsverwalter gebaut. Nach dem Zweiten Weltkrieg erhielt Narsalik 1946 eine neue Schulkapelle. Bis 1950 blieb die Einwohnerzahl konstant bei gut 100 Personen. 1950 wurde Narsalik in die Gemeinde Paamiut eingegliedert. 1957 wurden eine Werkstatt und eine Telestation errichtet. Dazu gab es ein Versammlungsgebäude. In den 1960er Jahren war die Fischerei wie üblich in der Region die wichtigste Einnahmequelle. Daneben wurde etwas Robben-, Fuchs-, Rentier- und Walfang betrieben. 1960 lebten noch 85 Menschen im Ort und 1970 noch 73.

## Söhne und Töchter
- Sem Petersen (1897–?), Katechet und Landesrat

## Bevölkerungsentwicklung
Die Einwohnerzahl sank während der 1970er Jahre rasant. Es waren um 1980 nur noch knapp 20 Einwohner übrig. Ende der 1980er Jahre waren es noch fünf und 1996 verließen die letzten drei Bewohner den Ort.